# Гомес, Жозеп
Жозеп Антонио Гомес Морейра (исп. Josep Antonio Gómes Moreira; 3 декабря 1985, Ла-Масана, Андорра) — андоррский футболист, вратарь клуба «УЭ Санта-Колома» и национальной сборной Андорры.
В 2004 году начал играть за «Андорру», затем играл в «Эивисса-Ибиса». После играл за «Сьюдад де Викар», «Сан-Рафаель» и «Карабанчель». В 2013 году стал игроком «Фортуны» из Леганеса, а затем выступал за французский «Пеннуаз». В 2015 являлся игроком андоррского «Унио Эспортива Санта-Колома».
Выступал за юношеские сборные Андорры до 17 и до 19 лет, а также за молодёжную сборную до 21 года. В национальной сборной Андорры выступает с 2006 года, где является основным вратарём. На данный момент в составе сборной провёл 57 матчей.

## Биография

### Клубная карьера
Начал карьеру в 2004 году в клубе «Андорра», которая базируется в столице Андорры и выступала в 7 по значимости лиге Испании. В команде провёл два года.
Летом 2006 года перешёл в команду «Эивисса-Ибиса». В сезоне 2006/07 Гомес играл вместе с другими андорранцами — Марсио Вьейрой, Сержи Морено и Антони Лимой, вместе с командой стал победителем четвёртого по значимости дивизиона Испании (Терсеры), после чего команда повысилась в классе. Жозеп Гомес сыграл в 11 матчах. В следующем сезоне из его соотечественников играл лишь Марк Гарсия, Гомес сыграл в 21 матче, а его команда заняла 7 место в чемпионате. В сезоне 2008/09 «Эивисса-Ибиса» заняла 18 из 20 мест в своей группе и покинуло третий по значимости испанский дивизион, Жозеп Гомес сыграл 15 матчей. Всего за клуб он сыграл в 47 матчах, долгое время в команде был вторым вратарём.
Летом 2009 года перешёл на правах свободного агента в клубе «Сьюдад де Викар» и в сезоне 2009/10 провёл в четвёртом испанском дивизионе и сыграл в 17 матчах. В 2010 году стал игроком «Сан-Рафаеля», который также выступал в Сегунде Дивизионе B, в котором он сыграл всего в 33 играх. Затем играл за клуб «Карабанчель» в сезоне 2011/12. Зимой 2013 года стал игроком клуба «Фортуна» из Леганеса. Всего в стане команды провёл 44 матча и забил 1 гол. Летом 2014 года перешёл во французский «Пеннуаз» вместе с другим андоррцем Эмили Гарсия. В составе команды провёл 2 матча и пропустил 1 гол. В 2014 году стал игроком команды «Унио Эспортива Санта-Колома» и сыграл в чемпионате Андорры 2014/15 6 игр, пропустив 10 мячей.
Летом 2015 года перешёл в испанскую команду «Ильескас».

### Карьера в сборной

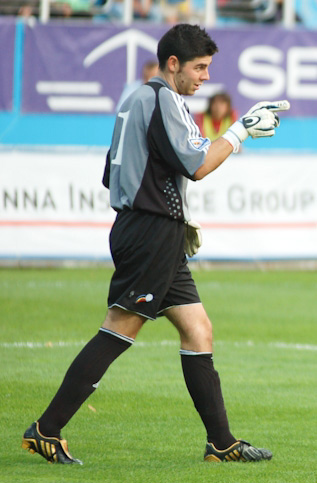
Жозеп Гомес

Выступал за юношескую сборную Андорры до 17 лет, в рамках отборочного раунда на юношеский чемпионат Европы 2002 и провёл 1 игру. В составе юношеской сборной до 19 лет провёл 3 матча. В молодёжной сборной Андорры до 21 года провёл 2 матча.
В 2005 году главный тренер национальной сборной Андорры Давид Родриго начал приглашать его в стан команды карликового государства, которая является одним из аутсайдеров мирового футбола. Тогда Гомесу было 20 лет. 26 марта 2005 года попал в заявку на выездной матч Андорры против Армении в рамках квалификации на чемпионат мира 2006, встреча закончилась победой армян (2:1), а Гомес всю игру просидел на скамейке запасных. Ещё некоторое время Жозеп Гомес был запасным вратарём и дублёром Кольдо.
16 августа 2006 года дебютировал в составе сборной в выездной товарищеской игре против Беларуси (3:0), Давид Родриго выпустил его в конце матча в добавленное время, вместо Кольдо. 21 ноября 2007 года сыграл свой второй матч в сборной против России (0:1), в рамках отборочных игр на чемпионат Европы 2008, Гомес вышел в начале второго тайма и сохранил свои ворота сухими. Своей игрой в этом поединке Жозеп заслужил от сайта Чемпионат.com оценку 6.0, большую оценку в этом матче спортивное издание поставило лишь Кольдо, которого он и заменил.
10 июня 2009 года Кольдо провёл свой последний матч за сборную, в рамках отбора на чемпионат мира 2010 против Англии на «Уэмбли». Игра закончилась поражением Андорры со счётом (6:0), на 79 минуте Жозеп Гомес сменил Кольдо. После этого, Гомес стал основным вратарём сборной. 5 сентября 2009 года в матче против Украины, несмотря на проигрыш со счётом (5:0), Гомес неплохо играл и получил положительные отзывы в СМИ. Всего в квалификации на чемпионат мира 2010 провёл 5 матчей, в которых пропустил 17 мячей и получил жёлтую карточку.
9 февраля 2011 года в товарищеском матче против Молдовы (1:2), на 38 минуте гости заработали пенальти, однако Гомес отразил удар Анатолия Дороша, Андорра в итоге всё равно уступила. В квалификации к чемпионату Европы 2012 Гомес сыграл во всех 10 матчах, отыграв все 90 минут и пропустив 25 мячей. В отборочном турнире на чемпионат мира 2014 провёл 6 матчей, в которых пропустил 17 голов. В играх отбора на чемпионат Европы 2016 Гомес не сыграл ни в одном матче, так как основным вратарём являлся Ферран Поль.
Всего за сборную Андорры провёл 57 матчей, в которых пропустил 117 голов.

## Достижения
- Победитель чемпионата Испании (Терсера) (1): 2006/07
- Бронзовый призёр чемпионата Андорры (1): 2014/15

## Личная жизнь
Имеет португальские корни. Работал предпринимателем в Англии. Владеет английским языком.